# 迷走地図
『迷走地図』（めいそうちず）は、松本清張の長編小説。議員秘書など主に裏方の視点から、永田町に棲む人々の生態を描き話題を呼んだ、ポリティカル・フィクション。『朝日新聞』に連載され（1982年2月8日 - 1983年5月5日付、連載中の挿絵は濱野彰親）、1983年8月に新潮社から単行本が刊行された。
1983年に松竹で映画化、1992年にテレビドラマ化されている。

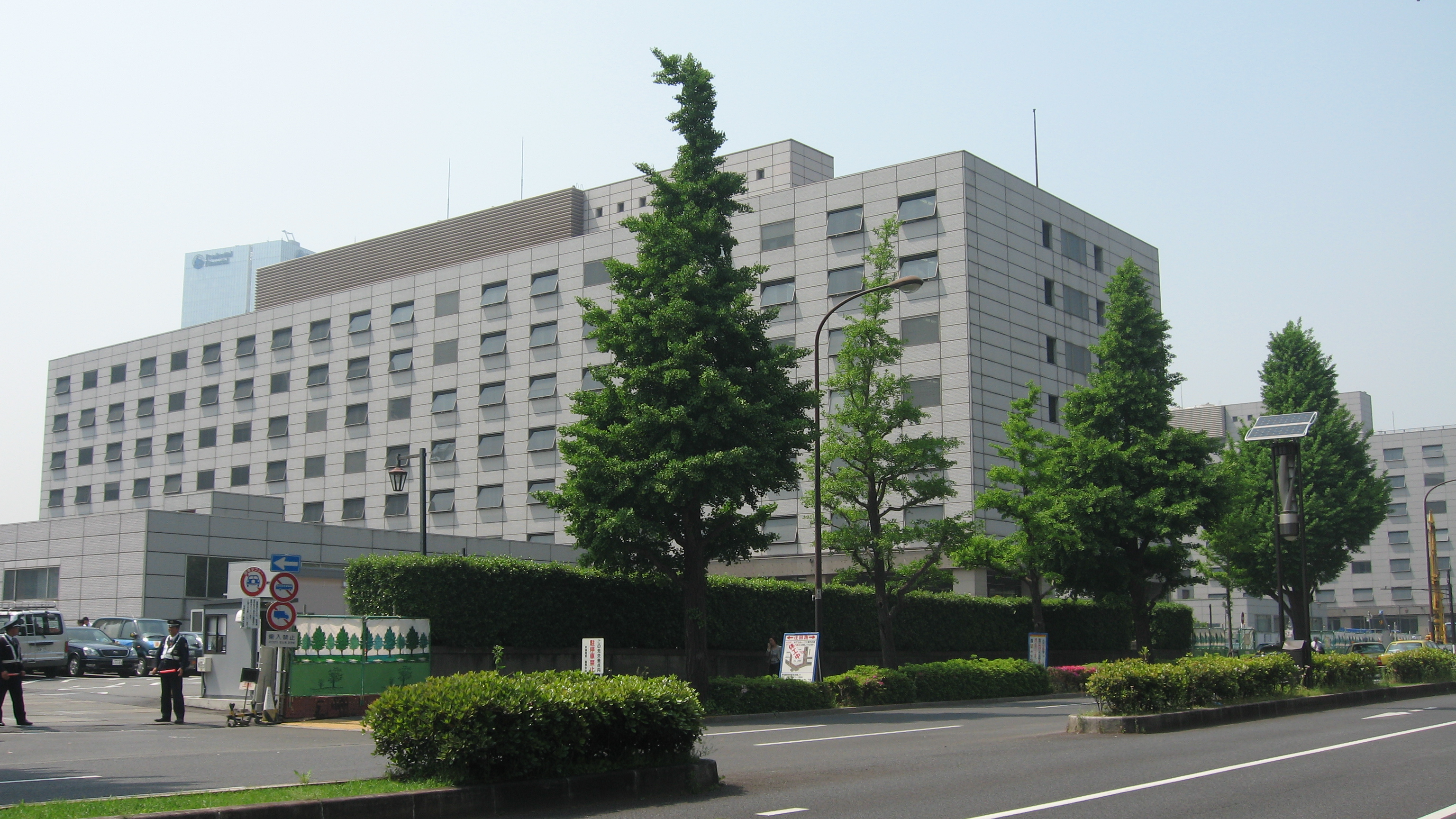
旧衆議院第一議員会館

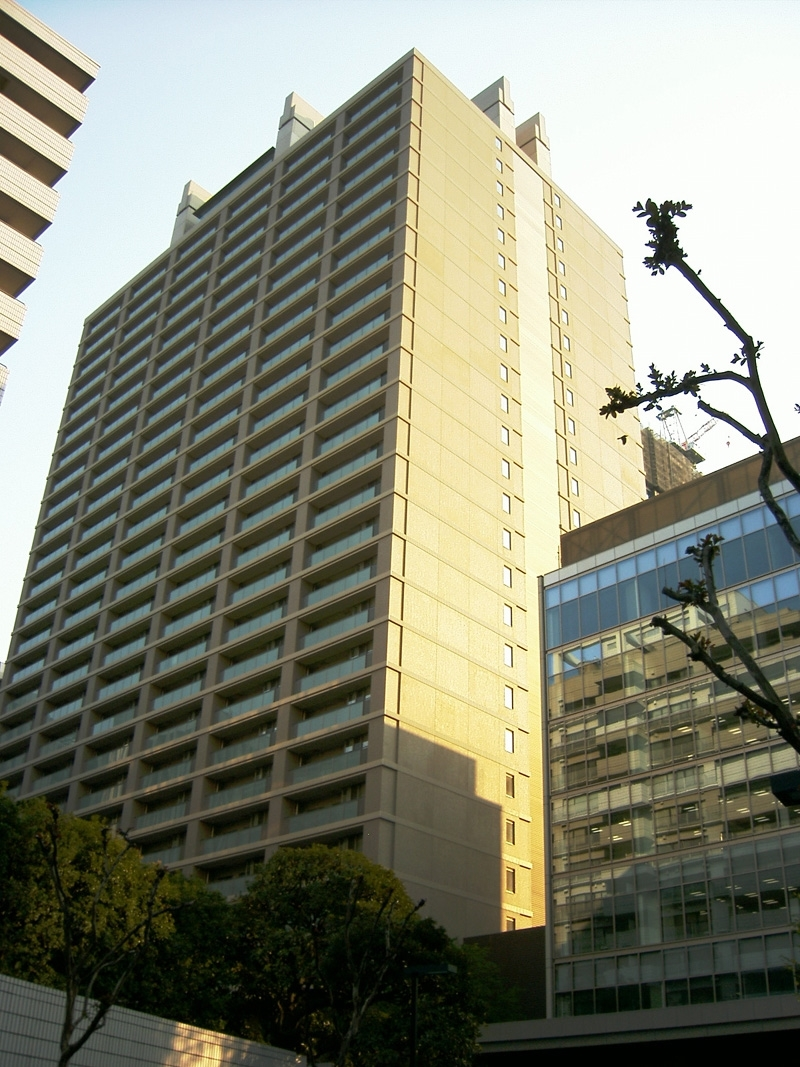
現在の赤坂議員宿舎

## あらすじ
国会議員から雇われ運転手、院内紙記者に至るまで、多種多様な人種が、利権・利得を求めてうごめく永田町界隈。
与党・政憲党内では、最大派閥の領袖で現総裁の桂重信から、第2派閥である寺西派の領袖・寺西正毅への政権禅譲が噂されていた。党内の政策集団「革新クラブ」のホープと目され、女性ファンも多い二世議員の川村正明は、パーティー中の演説で、「老害よ、即刻に去れ」と政権のたらい回しを痛烈に批判する。しかしスピーチの台本は、川村の私設秘書・鍋屋健三が、政治家の代作屋として知られる土井信行に注文して作らせたものであった。女性問題の発覚を切り抜けた川村は、パーティーに顔を見せた高級クラブのママ・織部佐登子に目をつけ、フランス製の高級ハンドバッグを餌に攻略を狙う。
しかし、知られざる使命を帯びていた佐登子は、南青山にある寺西正毅の邸宅で、寺西夫人・文子と秘書・外浦卓郎の介在する中、川村の贈ったハンドバッグを使い、大金を受領していた。その後、外浦は寺西の秘書を辞し、大学の後輩である土井に貸金庫のキーを託し、南米・チリへ去ったが……。
金庫に隠された物の正体は何か？事件の背後にある政界関係者の思惑は？

## 主な登場人物
- 原作における設定を記述。

鍋屋健三
川村議員の私設秘書。実質的な参謀役。九州出身で世田谷区松原在住。下積みが長い。
土井信行
永田町のホテルに事務所を持つライター。全共闘運動に関わった過去を持つが、現在は政治家の代作屋。東大法学部中退。
西田八郎
衆議院院内紙の記者だが、実際は新聞を持たない情報屋。詩を心の支えにしている。
川村正明
若手二世議員。第3派閥の板倉退介派に所属。39歳。
織部佐登子
銀座の会員制高級ナイトクラブ「クラブ・オリベ」のママ。目黒区青葉台在住。
佐伯昌子
土井の雇っている速記者。
外浦卓郎
寺西正毅の私設秘書。元経済新聞記者。土井の10年先輩にあたる。48歳。
外浦節子
外浦卓郎の妻。
寺西文子
寺西正毅の妻。

## エピソード
- 本作は当初『議員長屋』の題で構想された[1]。保守政党が議席の安定多数を占める状況設定となっているが、清張は登場人物のモデルはいっさいないとしている。ちなみに桂重信の名前は桂太郎と大隈重信の合成、板倉退介は板垣退助をもじったものとされている[2]。
- 連載の途中で、佐藤栄作元首相夫人・寛子と、当時首相秘書官の一人であったTによる、ラブレター事件が週刊誌で取りあげられ[3]、これを受けて、本作の展開は永田町をも巻き込んで話題となった[4]。
- 当時新潮社の清張担当編集者であった堤伸輔は、「『朝日新聞』連載の『迷走地図』では政界の取材を随分手伝いました。「（朝日新聞の）政治部の記者に聞けばわかるじゃないですか」って（清張に）言ったら、「いやぁ、（朝日新聞の）政治部の奴らは学芸部の人たちを軽くみて、頼みに行ってもここへ連れて来てくれないんだよ」と。そこで、政治家の秘書や永田町の情報屋みたいな人達を何人も、浜田山に連れて行きました。面白そうだからちゃんとしたところに招いて話を聞こうとなれば、三島由紀夫の『宴のあと』の舞台になった港区白金台の般若苑とか、立派な料亭に招待します。普段は控え室で待っているような秘書さん達を床の間を背負う上座に座らせると、政治家の内幕を語る口調も滑らかになるんですよね」と語っている[5]。
- 日本近代文学研究者の池内輝雄は、作中で言及される村上浪六『八軒長屋』について「その作品構造が『迷走地図』のそれを読み解く重要なヒントとなることを、あらかじめ、さりげなく提示していると思われる」「なかでも、もっとも『八軒長屋』に近似するのは、物語の展開の仕方であろう。それは（作中の）西田のいうように「オムニバス小説」的な方法なのである」と指摘し「国会議員関係者の間で演じられる非人間的で奇怪な「迷走」状態は、果てることなくつづくようである。問題は、そうした「迷走」が個人レベルにとどまらず、国政レベルへと直結していることである。この物語のテーマはまさにそこにあろう」と述べている[6]。

## 映画
1983年10月22日公開。製作は松竹・霧プロダクション、配給は松竹。監督の野村芳太郎により「FOCUSやFRIDAYのような野次馬的視点から描く」姿勢のもと制作された。原作では人物関係の全貌はかなり後になってから徐々に明かされていくのに対し、本映画では早い段階で全体像を明らかにする構成が取られている。

### ストーリー
与党内の大派閥の一つを牛耳る寺西は、文子夫人と秘書・外浦に支えられて、現首相の桂から政権を譲り受けようというところである。ところが、桂が引き続き次政権を担当する意思を見せたため、桂派と寺西派の争いが党内で日ごと激しさを増していき、そして……。

### スタッフ
- 配給：松竹
- 監督：野村芳太郎
- 製作：野村芳太郎、杉崎重美、小阪一雄
- 脚本：野村芳太郎、古田求
- 撮影：川又昻
- 美術：森田郷平
- 照明：小林松太郎
- 音楽：甲斐正人
- 録音：原田真一、松本隆司
- 編集：太田和夫

### キャスト
- 寺西正毅：勝新太郎

桂内閣の通商産業大臣。「寺西派」領袖。
- 寺西文子：岩下志麻

寺西の妻。公私共に寺西を支える女傑。
- 外浦卓郎：渡瀬恒彦

寺西の私設秘書。
- 外浦節子：いしだあゆみ

外浦の妻。
- 織部里子：松坂慶子

クラブ「オリベ」のママ。
- 川村正明：津川雅彦

二世代議士。党内最小派閥「革新クラブ」リーダー。
- 川村良江：中島ゆたか

川村の妻。
- 鍋屋健三：加藤武

川村の秘書。川村の父の代から仕える。
- 星さゆり：朝丘雪路

タレント議員。
- 大串：平田満

鞄を拾った男。
- 波子：早乙女愛

クラブ「オリベ」のホステス。
- 和久宏：内田朝雄

東方開発会長。寺西の財界の後ろ盾。
- 土井伸行：寺尾聰

ゴーストライター。
- 佐伯昌子：片桐夕子

土井のアシスタント。
- 板倉退介：伊丹十三

党政調会長。「板倉派」領袖。
- 三原伝六：大滝秀治

桂内閣の法務大臣。「寺西派」の座長で元警察庁長官。
- 桂重信：芦田伸介

内閣総理大臣。党内最大派閥「桂派」領袖。
- 望月稲右衛門：宇野重吉

京都の金貸し。
ほか

### エピソード
- 次期総理を狙う通産大臣を演じた勝新太郎は、夫人役の岩下志麻に、「これは仲が悪い夫婦の役なので、撮影中いっさい雑談をしないから」と言い、撮影中2人は、セットの端と端に座って、一言もセリフ以外の会話をしなかった。また、勝は「岩下くん、俺は台本通りには芝居しないから」と言い、野村芳太郎も勝の要望を受け入れ、3台のカメラをあちこちに設置し、夫婦喧嘩のシーン5ページ分を一気に撮影する手法を取った。セリフの最中に突然勝がコップのお茶を岩下の顔にかけ、岩下が平然とセリフを言い続けるシーンも、アドリブで撮影されている[9]。なお、1997年6月21日午前5時54分に勝が死去すると、翌日22日、本映画はテレビ朝日系列で放映され、同日にテレビ放映された『座頭市』の倍近い高視聴率を挙げている[10]。
- 本映画の試写会は10月18日に『松竹セントラル』（現・銀座松竹スクエア）で行われ、宇野宗佑通商産業大臣（当時）や櫻内義雄らの国会議員をはじめ、約150人の政財界関係者も観賞した[11]。

## テレビドラマ
1992年3月30日、TBS系列の『月曜ドラマスペシャル』枠（21:00-23:24）で放送。松本清張生前に制作・放映された最後のテレビドラマ作品。俳優・若山富三郎にとっても本作が遺作となった。
1991年は、清張の作家活動40年にあたっていた。その記念すべき年に、4月から翌1992年3月まで一本ずつ民放4局（NTV、TBS、フジ、テレビ朝日）が、清張作品を制作・放送することになった。原則的には、清張の作品発表順が放送順ということになり、TBSの市川哲夫プロデューサーは、『迷走地図』を選択したので結局シリーズ最後の大トリにラインアップされた。
野村芳太郎監督は何本も清張作品を監督したが、この『迷走地図』は語られることが少ない。清張はこの映画を気に入らず、この作品に限っては、清張の原作と野村の映画の「方向性」が、全く噛みあわなかったといわれ、以後、清張と野村の関係は疎遠となった。このため、テレビドラマ化にあたっては、市川プロデューサーは清張の意向を受け入れ、作家本人が納得する作品を仕上げた。
森本毅郎扮する外浦秘書が謎の自動車事故死するシーンでは、ロスアンゼルスロケも敢行されたが、期末の他局の特番攻勢に挟撃され、視聴率は15.6%に留まった。しかし作品は、高く評価され東京中日スポーツ新聞では、週間ベストワン番組に選ばれた。放送終了後、間もなく清張は倒れ緊急入院。脳出血が認められ、入院は長期化し、8月4日深夜、生涯を閉じた。

### スタッフ
- 制作：TBS
- 脚本：重森孝子
- 演出：坂崎彰
- 音楽：大野克夫
- プロデューサー：市川哲夫

### キャスト
- 寺西文子：若尾文子
- 外浦卓郎：森本毅郎
- 外浦節子：木内みどり
- 桂重信：内田朝雄
- 土井信行：世良公則
- 石井庫造：久米明
- 織部佐登子：小柳ルミ子
- 三原伝六：山内明
- 望月稲右衛門：若山富三郎
- 佐伯昌子：有森也実
- 川村正明：目黒祐樹
- 鍋屋健三：佐野浅夫
- 波子：村上里佳子
- 錦織宇吉：戸浦六宏
- 宮下正則：上田耕一
- 西田八郎：井上昭文
- 森支店次長：角野卓造
- 入江宏文：島田正吾
- 板倉退介：石堂淑朗
- ナレーション：鈴木瑞穂
- 寺西正毅：二谷英明

ほか
| TBS系列 月曜ドラマスペシャル                                  | TBS系列 月曜ドラマスペシャル                    | TBS系列 月曜ドラマスペシャル             |
| 前番組                                                        | 番組名                                          | 次番組                                   |
| ------------------------------------------------------------- | ----------------------------------------------- | ---------------------------------------- |
| 新・株式会社徳川家康 （原作：新宮正春・永井豪） （1992.3.23） | 松本清張作家活動40年記念 迷走地図 （1992.3.30） | うたかた （原作：渡辺淳一） （1992.4.6） |